# Saltgrässläktet
Saltgrässläktet (Puccinellia) är ett släkte av gräs. Saltgrässläktet ingår i familjen gräs.

## Dottertaxa till Saltgrässläktet, i alfabetisk ordning[1]
- Puccinellia acroxantha
- Puccinellia altaica
- Puccinellia andersonii
- Puccinellia angusta
- Puccinellia angustata
- Puccinellia arctica
- Puccinellia argentinensis
- Puccinellia arjinshanensis
- Puccinellia beckii
- Puccinellia beringensis
- Puccinellia biflora
- Puccinellia borealis
- Puccinellia bruggemannii
- Puccinellia bulbosa
- Puccinellia byrrangensis
- Puccinellia chinampoensis
- Puccinellia choresmica
- Puccinellia ciliata
- Puccinellia convoluta
- Puccinellia coreensis
- Puccinellia degeensis
- Puccinellia diffusa
- Puccinellia distans
- Puccinellia dolicholepis
- Puccinellia elata
- Puccinellia fasciculata
- Puccinellia feekesiana
- Puccinellia festuciformis
- Puccinellia filifolia
- Puccinellia florida
- Puccinellia frigida
- Puccinellia gigantea
- Puccinellia glaucescens
- Puccinellia gorodkovii
- Puccinellia groenlandica
- Puccinellia grossheimiana
- Puccinellia hackeliana
- Puccinellia hauptiana
- Puccinellia himalaica
- Puccinellia hispanica
- Puccinellia howellii
- Puccinellia hybrida
- Puccinellia iberica
- Puccinellia intermedia
- Puccinellia jeholensis
- Puccinellia jenisseiensis
- Puccinellia kamtschatica
- Puccinellia kashmiriana
- Puccinellia kattegatensis
- Puccinellia kobayashii
- Puccinellia koeieana
- Puccinellia krusemaniana
- Puccinellia kuenlunica
- Puccinellia ladakhensis
- Puccinellia ladyginii
- Puccinellia leiolepis
- Puccinellia lemmonii
- Puccinellia lenensis
- Puccinellia macquariensis
- Puccinellia macranthera
- Puccinellia macropus
- Puccinellia magellanica
- Puccinellia manchuriensis
- Puccinellia maritima
- Puccinellia mendozina
- Puccinellia micrandra
- Puccinellia micranthera
- Puccinellia minuta
- Puccinellia mixta
- Puccinellia multiflora
- Puccinellia nipponica
- Puccinellia nudiflora
- Puccinellia nutkaensis
- Puccinellia nuttalliana
- Puccinellia pamirica
- Puccinellia pannonica
- Puccinellia parishii
- Puccinellia parvula
- Puccinellia pauciramea
- Puccinellia phryganodes
- Puccinellia poecilantha
- Puccinellia porsildii
- Puccinellia preslii
- Puccinellia przewalskii
- Puccinellia pumila
- Puccinellia pusilla
- Puccinellia qinghaica
- Puccinellia raroflorens
- Puccinellia roborovskyi
- Puccinellia roshevitsiana
- Puccinellia schischkinii
- Puccinellia shuanghuensis
- Puccinellia sibirica
- Puccinellia simplex
- Puccinellia skottsbergii
- Puccinellia stapfiana
- Puccinellia stricta
- Puccinellia strictura
- Puccinellia sublaevis
- Puccinellia subspicata
- Puccinellia tenella
- Puccinellia tenuiflora
- Puccinellia tenuissima
- Puccinellia thomsonii
- Puccinellia tianschanica
- Puccinellia vaginata
- Puccinellia vahliana
- Puccinellia walkeri
- Puccinellia wrightii